# Air Moldova
Air Moldova (mã IATA = 9U, mã ICAO = MLD) là hãng hàng không quốc gia của Moldova, trụ sở ở Chişinău. Hãng có các tuyến đường chở khách quốc nội và quốc tế. Giấy phép hoạt động cho phép hãng chở khách, hàng hóa và thư tín (tháng 7/2007)).. Căn cứ chính của hãng ở Sân bay quốc tế Chişinău.

## Lịch sử
Air Moldova được thành lập và bắt đầu hoạt động từ năm 1992 trên căn bản của phân banAeroflot cũ ở Moldova. Hãng do chính phủ Moldova làm chủ và có 598 nhân viên. Năm 2001 hãng mua 1 máy bay phản lực Embraer 145 của Tây phương đầu tiên. Năm 2003, hãng thay logo và màu sắc các máy bay. Ngày 13.7.2004, hãng gia nhập IATA. Ngày 15.12.2004, hãng đưa ra chương trình hành khách Air Moldova Club.
Trong 6 tháng đầu năm 2007, hãng có lợi nhuận là 840.000 US$. Cả năm 2007, số lượng hành khách tăng khoảng 20%
Từ 1.1.2008 Air Moldova áp dụng mẫu hàng không giá rẻ. Chuyến bay đầu tiên với giá rẻ là từ Moldova tới Moscow/Domodedovo với giá 39 euro (1 chiều, chưa tính thuế).
Do thiếu vốn đầu tư, chính phủ cộng sản Moldova đã quyết định cho tư nhân hóa hãng từ tháng 6/2008.

## Các nơi đến
- Áo
  - Viên
- Cộng hòa Síp
  - Larnaca
- Cộng hòa Séc
  - Praha
- Đức
  - Frankfurt
- Pháp
  - Paris
- Hy Lạp
  - Athens
- Ý
  - Milano
  - Roma
- Moldova
  - Chişinău
- Bồ Đào Nha
  - Lisboa
- România
  - Bucharest
- Nga
  - Moskva
  - Sankt-Peterburg
- Tây Ban Nha
  - Madrid
- Thổ Nhĩ Kỳ
  - Antalya
  - Istanbul
- Anh quốc
  - London
- Ukraina
  - Kiev

## Đội máy bay
- 2 Airbus A320-200
- 1 Embraer 120
- 1 Yakovlev Yak-40

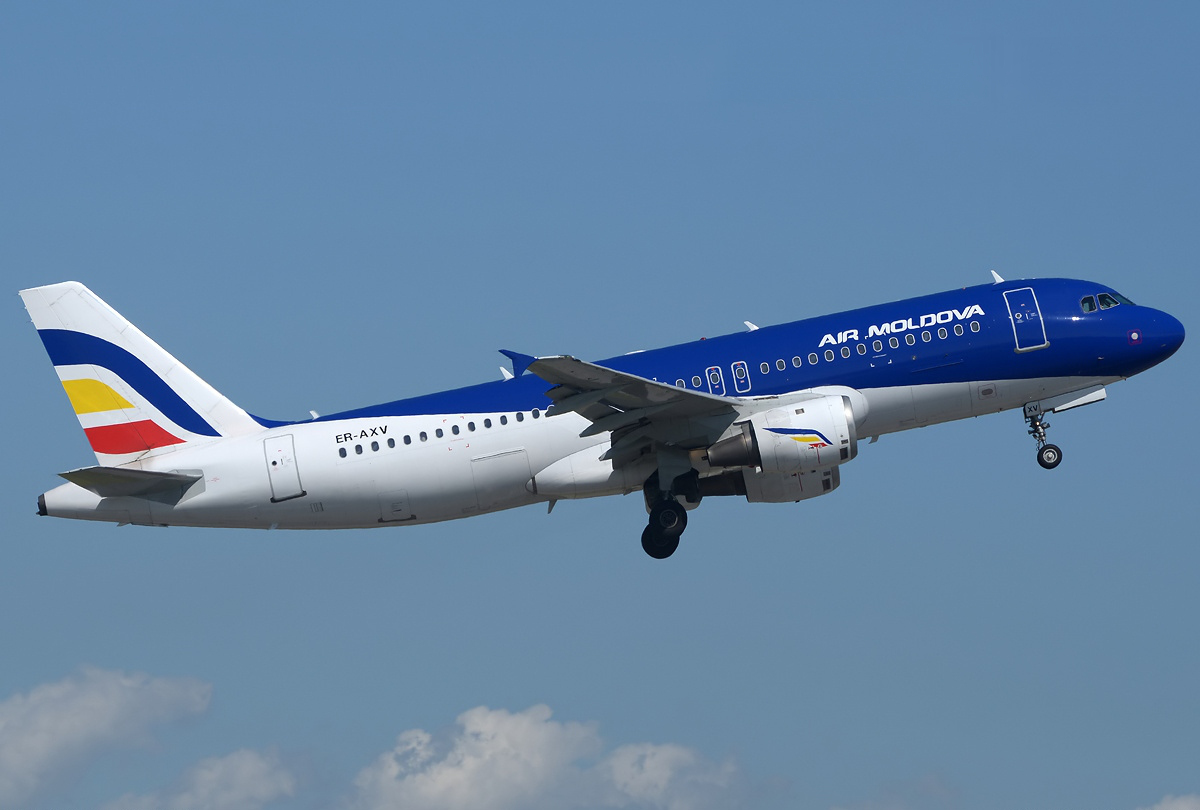
Airbus A320 của Air Moldova.

Năm 2001, Air Moldova thuê 2 máy bay Embraer 120 và 145 và trả 2 máy bay Yakovlev Yak-42 cho Nga vào cuối năm 2003 và 2004. Chiếc Tupolev Tu-154B (ER-85285) cuối cùng đã bị hư hỏng và bị phá hủy ngày 5.7.2006.
Tháng 11/2006, chính phủ Moldova đã chuyển 93.1 triệu Lei Moldova (khoảng 6 triệu euro) cho hãng. Cùng với 9 triệu Lei vay của ngân hàng, hãng đã mua 1 máy bay Airbus 320. Phe đối lập đã tỏ ý nghi việc mua bán này không trong sạch.
Tháng 6/ 2007, Air Moldova đã trả 1 máy bay Airbus 320 cho chủ, sau 38 tháng thuê. và thuê 1 máy bay MD-82 (SX-BSQ) của SkyWings trong 5 tháng từ 15/5 tới cuối tháng 10/2007.

## Thống kê số hành khách
| Năm    | Số hành khách |
| ------ | ------------- |
| 2005   | 251.800       |
| 2006   | 280.000       |
| 2007   | 316.000       |
| 1-6/08 | 175.700       |

## Dịch vụ
Hành khách có thể mua vé điện tử trên website của hãng Air Moldova  và phải xuất trình Thẻ tín dụng ở nơi check-in, để ngừa việc gian lận.